# Nokia Networks
Nokia Networks (anciennement Nokia Siemens Networks jusqu'à l'été 2013, puis Nokia Solutions and Networks) est une entreprise née en 2006 de la fusion de Nokia Networks et de Siemens COM, les divisions Télécom des deux multinationales. Fin 2016, Alcatel-Lucent disparaît au profit de Nokia Networks.

## Identité visuelle

Logo de 2007 à 2013.
Logo de août 2013 à avril 2014.
Logo de Nokia Networks à partir de avril 2014.

## Histoire
Nokia Siemens Networks était une coentreprise née de la fusion des divisions Siemens Networks de Siemens et Nokia Networks Business filiale de Nokia enregistrée en Finlande. La société est créée officiellement le 1er avril 2007. Son siège est à Espoo en Finlande.
D'après les chiffres d'affaires cumulés des deux anciennes divisions, la nouvelle entité ainsi créée devenait la 2e entreprise pour les infrastructures de réseaux mobiles, et la 3e pour les infrastructures de réseaux fixes. 
Elle employait au moment de sa création environ 60 000 personnes. Le 4 mai 2007, la société a rendu public son intention de réduire les effectifs globaux d'environ 9 000 personnes, dont 2900 en Allemagne et de 1500 à 1700 en Finlande, notamment en concluant des accords d'externalisation.

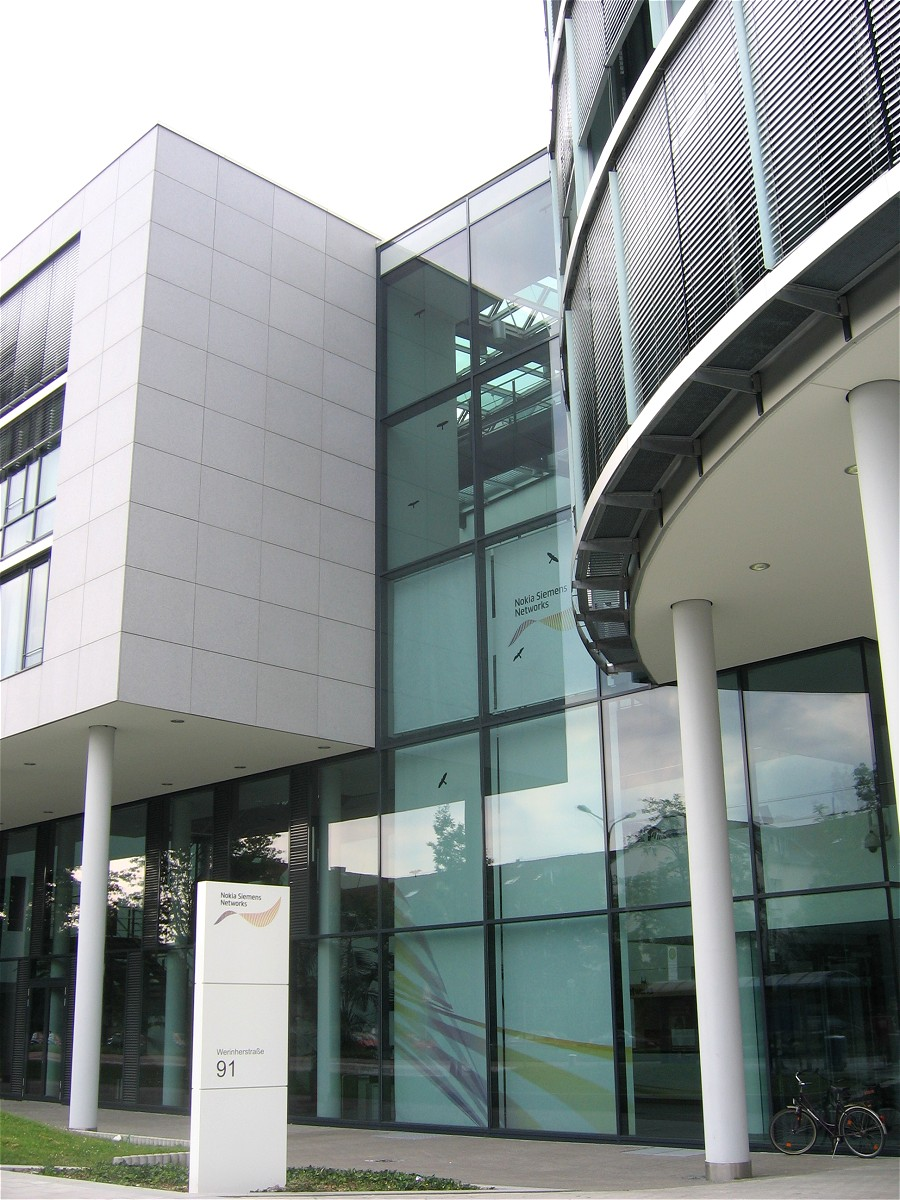
Des locaux à Munich

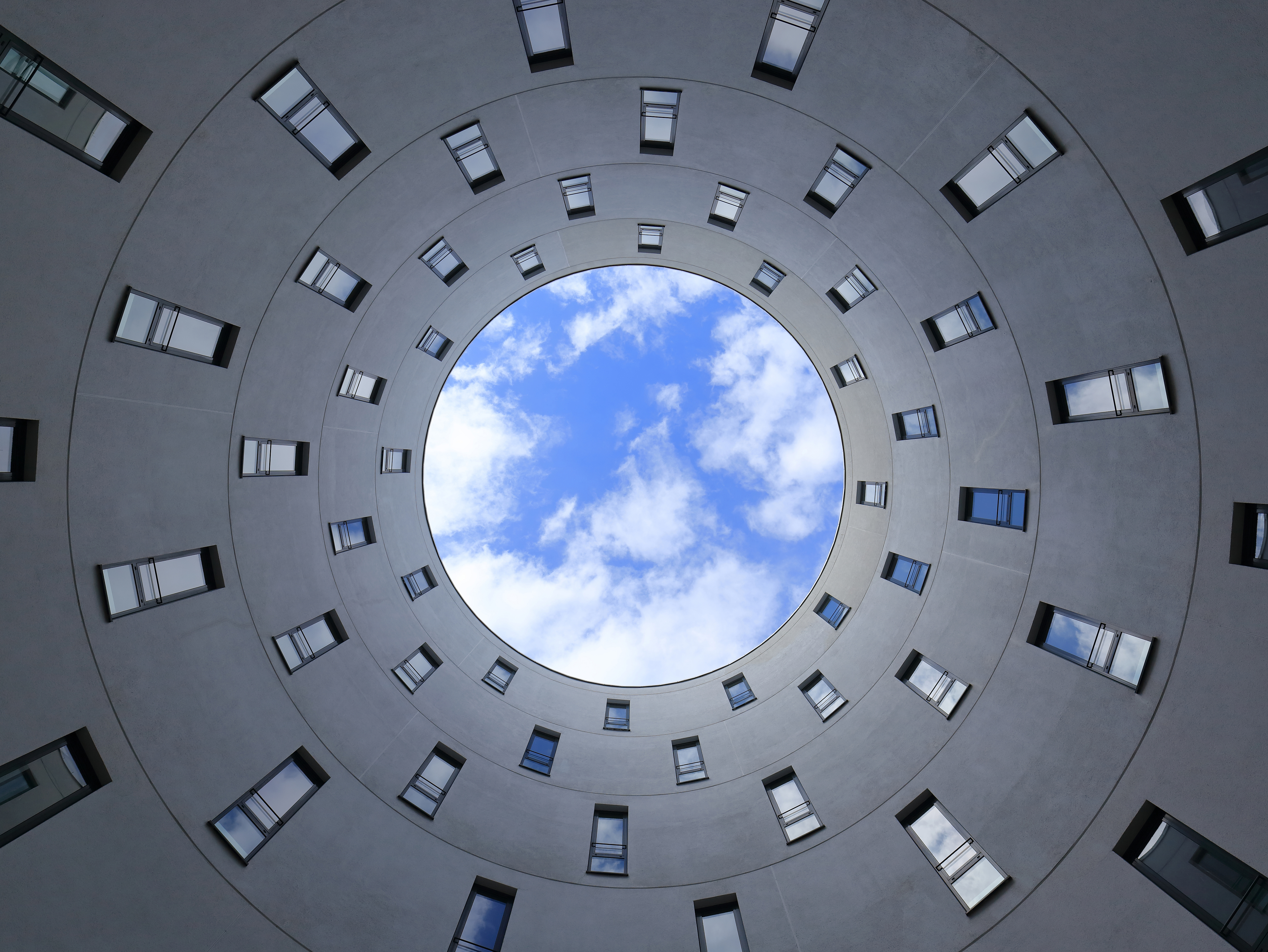
Autres locaux à Munich

En 2010, Nokia Siemens Networks acquiert pour un montant évalué à 975 millions de dollars les activités de Motorola dans les infrastructures mobiles.
En 2011, ADTRAN annonce l'acquisition de la division large bande de Nokia Networks.
Le 1er juillet 2013, Siemens annonce la vente de sa participation de 49,9 % dans Nokia Siemens Networks à Nokia pour 1,7 milliard d'euros,. Le 7 août 2013, Nokia Siemens Networks est rebaptisé « Nokia Solutions and Networks » (NSN), puis en avril 2014 : Nokia Networks.
Les activités réseaux, recherches et développement d'Alcatel-Lucent sont désormais intégrées à Nokia Networks.

## Direction de l'entreprise
- Directeur général : Simon Beresford-Wylie (ex-Nokia), Rajeev Suri à partir du 1er octobre 2009[4].
- Directeur financier : Marco Schröter.
- Chief Market Operations Officer : Christoph Caselitz (ex-Siemens).
- Chief Technology Officer (CTO) : Stephan Scholz (ex-Siemens).

## Ancien conseil d'administration
- Président du conseil d'administration : Olli-Pekka Kallasvuo (également ancien président-directeur général de Nokia Corporation).
- Président du conseil d'administration adjoint : Rudi Lamprecht (Siemens) (30 septembre 2007)
- Joe Kaeser (CFO Siemens)
- Rick Simonson (CFO Nokia)
- Eduardo Montes (membre du directoire de Siemens)
- Niklas Savander (direction Nokia Technology Platforms)
- Juha Äkräs (direction Nokia Operational Human Resources)